# Tethys (måne)
Tethys (av grekiska  Τηθύς) är en av Saturnus månar. Den upptäcktes av Giovanni Domenico Cassini 1684. Namnet kommer av Tethys, en av titanerna i den grekiska mytologin. Tethys benämns också Saturnus III eller S III Tethys.